# Stricte
Stricte – minialbum polskiego rapera Donia, wydany 1 grudnia 2011 roku przez wydawnictwo muzyczne DL Promotion. Minialbum zawiera 11 kompozycji. Materiał był promowany teledyskiem do utworu „W ryj”. 

## Lista utworów
Opracowano na podstawie materiału źródłowego.
1. „Intro Streecte” (produkcja: Doniu)
2. „W ryj” (produkcja: Doniu)
3. „Nie znaleś mnie” (produkcja: Doniu)
4. „Żaden z nas” (produkcja: Doniu, gościnnie: Kris)
5. „Siadaj!” (produkcja: Doniu)
6. „To On” (produkcja: Doniu)
7. „W moich butach” (produkcja: Doniu, gościnnie: Owal/Emcedwa)
8. „Pełen wiary” (produkcja: Doniu, gościnnie: VitoWS)
9. „Dawno” (produkcja: Doniu)
10. „Masz coś dla mnie?” (produkcja: Doniu)
11. „Outro Streecte” (produkcja: Doniu)